# Рашид Некруз
Рашид Некруз (араб. راشد نقروز, фр. Rachid Neqrouz; нар. 10 квітня 1972, Ер-Рашидія) — марокканський футболіст, що грав на позиції захисника, зокрема, за клуби «Янг Бойз» та «Барі», а також національну збірну Марокко. У складі збірної — учасник двох чемпіонатів світу.

## Клубна кар'єра
У дорослому футболі дебютував 1992 року виступами за команду «Мулудія Уджда», в якій провів два сезони. 
Своєю грою за цю команду привернув увагу представників тренерського штабу швейцарського «Янг Бойз», до складу якого приєднався 1994 року. Відіграв за бернську команду наступні три з половиною сезони своєї ігрової кар'єри. Більшість часу, проведеного у складі «Янг Бойз», був основним гравцем захисту команди.
1997 року перейшов до італійського «Барі», кольори якого і захищав до завершення ігрової кар'єри у 2004 році.

## Виступи за збірну
1994 року дебютував в офіційних матчах у складі національної збірної Марокко.
У складі збірної був учасником чемпіонату світу 1994 року у США, чемпіонату світу 1998 року у Франції, а також Кубка африканських націй 2000 року у Гані та Нігерії.
Загалом протягом кар'єри у національній команді, яка тривала 7 років, провів у її формі 52 матчі, забивши 3 голи.